# Frank E. Baker Motorcycles Ltd
Frank E. Baker Motorcycles Ltd fou un fabricant de motocicletes britànic amb seu a Alvechurch Road, a la zona residencial de Northfield, Birmingham. Fundada el 1927 per Frank Baker, l'empresa va produir motocicletes sota la marca Baker fins al 1930, quan va ser venuda a la James Cycle Co.

## Història

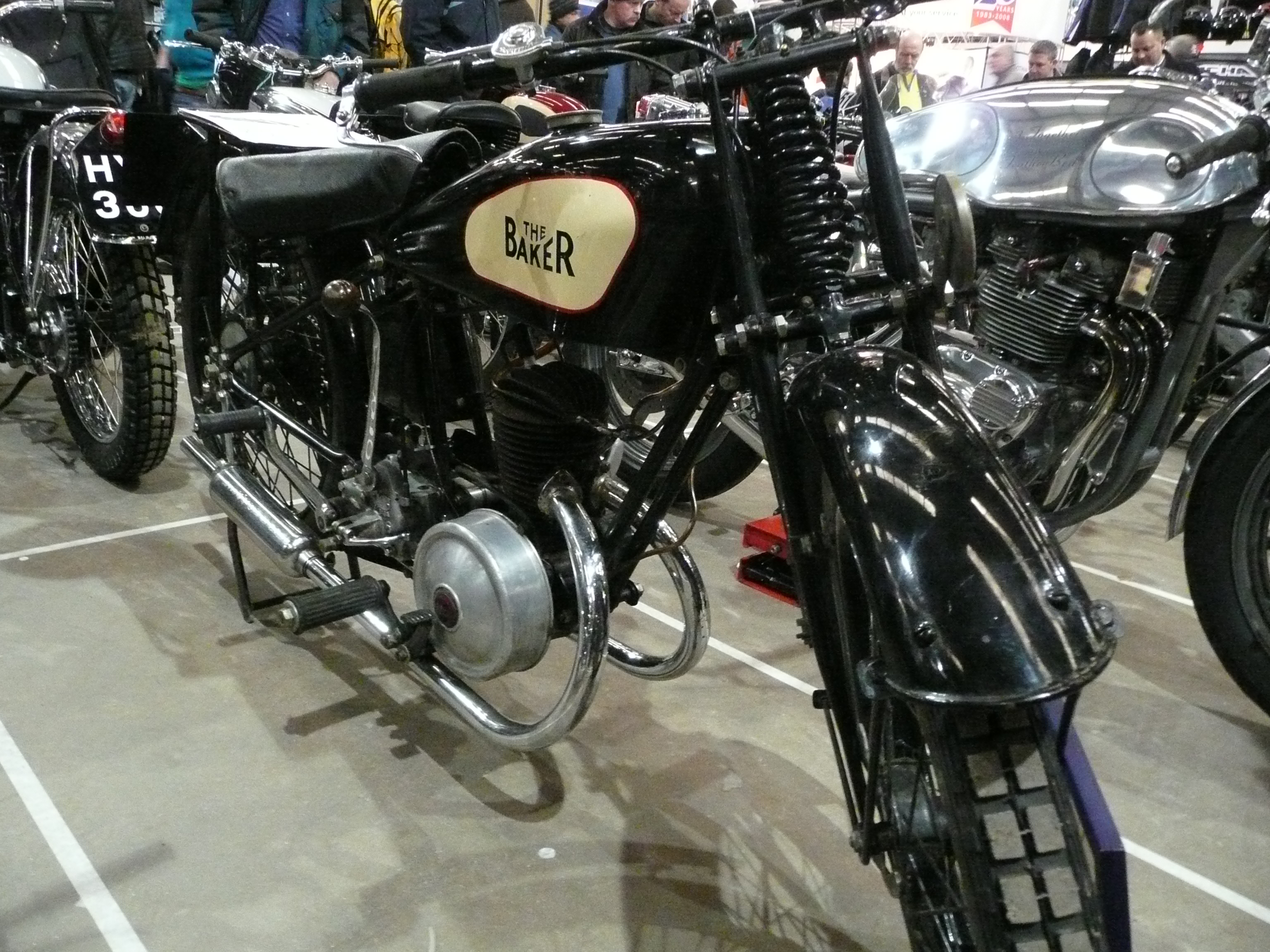
Baker Supersport de 1927

Frank E. Baker havia fundat a Birmingham l'empresa original, Precision, i havia aconseguit una bona reputació pels seus motors de motocicleta de gran rendiment. Baker va subministrar els seus motors a Haden i Sun. Més tard, va començar a construir motocicletes completes amb els bastidors que li subministrava Sun, empresa que tenia la seu a una fàbrica propera d'Aston Brook Street. A l'Olympia Motorcycle Show de 1911, a Londres, hi havia 96 motocicletes amb motors Precision i, el 1918, la companyia comptava amb més de 800 treballadors. Tom Biggs en va ser nomenat dissenyador en cap el 1913. Frank Baker va aturar la producció de motocicletes i motors durant la Primera Guerra Mundial.
El 1919 l'empresa de Frank Baker es va fusionar amb William Beardmore and Company, una empresa escocesa d'enginyeria i construcció naval amb seu a Glasgow. Entre 1921 i 1924, Beardmore va produir motocicletes sota la marca Beardmore Precision. La primera a produir en va ser una de 350 cc de dos temps amb suspensió de ballesta anterior i posterior, seguida després per una gamma de motocicletes amb cilindrades que abastaven des dels 250 fins als 600 cc.
Quan Beardmore va deixar de produir les Precision el 1924, Baker en va recuperar els drets i el 1927 va fundar una nova empresa, Frank E. Baker Motorcycles Ltd, amb la qual va començar a fabricar motocicletes amb motor Villiers sota la marca Baker. El 1930 es va vendre el negoci a James Cycle Co. Aquesta empresa va continuar produint motocicletes sota la seva pròpia marca, James, a la fàbrica de Birmingham i va fer servir el bastidor de Baker per a alguns dels seus models.